# 2025 au Québec
Cet article traite des événements survenus en 2025 au Québec. 

## Événements

### Janvier
- 3 janvier - Le milieu de la santé du Québec est préoccupé par la recrudescence des cas de rougeole au Québec. Quatre cas de rougeole sont confirmés dans la province de Québec, une nouvelle éclosion qui a commencé au mois de décembre 2024[1].
- 14 janvier - Le ministre de la Sécurité publique, François Bonnardel, présente un plan pour renforcer la sécurité à la frontière américaine. Donald Trump menace en effet d'expulser plusieurs millions de migrants « illégaux » . Il menace aussi d'imposer des tarifs douaniers de 25 % au Canada s'il ne fait rien pour contrer l'entrée de drogues interdites comme le fentanyl aux États-Unis[2].
- 20 janvier - François Legault promet de protéger les Québécois contre la menace des tarifs douaniers[3].
- 21 janvier - Le réalisateur du Bye Bye depuis neuf années consécutives, Simon-Olivier Fecteau, sème la controverse en tentant de défendre maladroitement le salut controversé d'Elon Musk sur les réseaux sociaux[4].
- 22 janvier - 
  - La compagnie Amazon annonce qu'elle fermera prochainement ses entrepôts au Québec. Il semble que ce soit à cause de la syndicalisation d'un entrepôt à Laval[5].
  - L'avocate Olga Farman succédera à Mario Girard à la tête de l'Administration portuaire de Québec (APQ)[6].
- 23 janvier - La Cour suprême accepte d'examiner la légalité de la loi 21 sur la laïcité[7].
- 24 janvier - Fermeture de l'épicerie J.-A. Moisan à Québec. Le commerce existait depuis 154 ans et avait été fondé en 1871. Elle était l'épicerie la plus ancienne en Amérique du Nord[8].
- 28 janvier - Simon Jolin-Barrette devient ministre responsable des Relations canadiennes et de la Francophonie canadienne. Son premier but est de rédiger  une constitution proprement québécoise[9].

### Février
- 7 février - La candidature de l’ex-maire de Montréal, Denis Coderre, dans la course à la chefferie du Parti libéral du Québec est irrecevable en raison de ses démêlés avec le fisc[10].
- 19 février - 
  - Le gouvernement du Québec dépose un projet de loi limitant la durée des grèves et des lock-out au Québec. Le milieu syndical se dit contre, y voyant une mesure contre le droit de grève[11].
  - Le gouvernement du Canada, de Justin Trudeau, confirme le feu vert pour la réalisation d'un TGV entre les villes de Québec et de Toronto[12].
- 24 février - Après des mois de réflexion, l'administration du maire de la ville de Québec, Bruno Marchand  tranche en faveur de la démolition du Colisée, sur le site d'ExpoCité. Un projet de logements qui prendra place à cet endroit sera dévoilé d'ici la fin de l’année 2025[13].
- 26 février - Francis Verreault-Paul est élu chef régional de l'Assemblée des Premières Nations du Québec et du Labrador à la suite de la démission de Ghislain Picard qui occupait ce poste depuis plus de 30 ans[14].
- 27 février - Le ministre de la Cybersécurité et du Numérique, Éric Caire, démissionne de cette fonction en lien avec le fiasco du projet de transformation numérique à la SAAQ sous le nom de SAAQclic. Il demeure député de La Peltrie[15].
- 27 février - La ministre des Ressources naturelles et des Forêts, Maïté Blanchette Vézina, dépose un projet de loi obligeant la ville de Blainville à céder des terrains d'une grande valeur écologique à l'entreprise américaine Stablex pour l'agrandissement de son site d'enfouissement de matières dangereuses[16].
- 28 février - Gilles Bélanger succède à Éric Caire comme ministre de la Cybersécurité et du Numérique[17].

### Mars
- 2 mars - François Legault annonce une enquête publique concernant le scandale de SAAQclic. Les débuts de cette plateforme numérique de la société avait connu de sérieux ratés. La mise en service de la plateforme avait été catastrophique ce qui a provoqué des engorgements monstres au service à la clientèle[18].
- 8 mars - Le chantier maritime Davie de Lévis obtient un contrat de 3,25 milliards $ du gouvernement fédéral pour la construction d'un brise-glace polaire. Le contrat sera partagé avec un autre chantier maritime situé en Finlande[19].
- 12 mars - Simon-Olivier Fecteau annonce qu'il ne sera pas de retour comme réalisateur au Bye Bye  de la fin de l'année 2025[20].
- 14 mars - Steven Guilbeault devient le lieutenant du Québec dans le dévoilement du cabinet du nouveau premier ministre du Canada, Mark Carney[21].
- 15 mars - Luc Rabouin remporte la course a la direction du parti Projet Montréal pour remplacer Valérie Plante aux prochaines élections municipales de Montréal[22].
- 16 mars - Présentation du 200e défilé de la fête de la Saint-Patrick à Montréal[23].
- 17 mars - Élection partielle dans la circonscription de Terrebonne pour remplacer l'ancien député, Pierre Fitzgibbon. Catherine Gentilcore remporte l'élection pour le Parti québécois[24].
- 18 mars - Eric Lefebvre démissionne comme député provinciale d'Arthabaska pour se présenter comme député fédéral dans la circonscription de Richmond—Arthabaska pour le Parti conservateur du Canada dans le cadre de la prochain élection fédérale[25].
- 20 mars - 
  - Gabriel Nadeau-Dubois remet sa démission comme co-porte-parole de Québec solidaire. Il quittera la vie politique aux prochaines élections générales québécoises en 2026[26].
  - Le gouvernement dépose un nouveau projet de loi sur la laïcité, interdisant le voile intégral dans les écoles publiques et privées[27].
- 23 mars - 
  - Mark Carney déclenche des élections fédérales pour un scrutin le 28 avril 2025. Il s'agit de la campagne la plus courte de l'histoire des élections au Canada[28].
  - Guillaume Cliche-Rivard devient le porte-parole masculin intérimaire de Québec solidaire, à la suite de la démission de Gabriel Nadeau-Dubois[29].
- 25 mars - 
  - Janette Bertrand célèbre son centième anniversaire par une pluie d'hommages[30].
  - Le gouvernement présente un budget dont le déficit est de 14,6 milliards $. Il sera plus gros si les menaces tarifaires de Donald Trump prennent effet. Les dépenses s'établissent à 156,3 milliards $. Les dépenses en santé augmentent entre autres de 3 %. Pas un sou de plus n'est donné à la lutte aux changements climatiques. Les véhicules électriques et hybrides seront même taxés[31].

### Avril
- 3 avril - La Cour d'appel du Québec confirme que la loi abolissant les commissions scolaires viole les droits à l'éducation des minorités linguistiques[32].
- 6 avril - L'ancien ministre libéral Sam Hamad annonce qu'il affrontera Bruno Marchand aux élections municipales comme maire de Québec[33].
- 9 avril - L'entreprise de mode Setlakwe annonce qu'elle fermera ses portes, après 120 ans d'existence, le 15 juin prochain. L'entreprise comprend 3 magasins Setlake ainsi que huit boutiques de lingerie (Silhouette Lingerie), une firme d'importation pour une gamme de vêtements espagnole, Massana, ainsi que deux sites transactionnels[34].
- 16 avril - 
  - Lors d'une visite au Québec, Jean-Luc Mélenchon prend parti pour Québec solidaire[35].
  - Les Canadiens de Montréal font les Séries éliminatoires de la Coupe Stanley de la Ligue nationale de hockey pour la première fois depuis 2021[36].
- 27 avril - La nation Wendat, dans la région de la ville de Québec, se départira de l'appellation « huron ». À l'unanimité, les membres présents à une assemblée prévue pour traiter de la question ont tranché : la Nation huronne-wendat se départira de l'appellation « huron »[37].
- 28 avril -
  - Mark Carney remporte les élections fédérales canadiennes. Le résultat est de 168 libéraux, 144 conservateurs, 23 bloquistes, 7 néo-démocrates et 1 vert. Au Québec, le score est de 43 libéraux, 23 bloquistes, 11 conservateurs et 1 néo-démocrate[38],[39].
  - Pierre Ny St-Amand, qui a foncé sur une garderie de Laval avec son autobus en 2023, est déclaré non criminellement responsable. L'affaire avait fait deux morts[40].

### Mai
- 1er mai - Le salaire minimum augmente de 35 cents pour se situer à 16,10$[41].
- 2 mai - Le Groupe TVA  quitte ses locaux du siège social du 1600, Boulevard De Maisonneuve à Montréal. TVA était présent dans cet édifice depuis 1975. Le Groupe s'installe au 4545, rue Frontenac où elle partagera des locaux avec Le Journal de Montréal tous deux membres du Groupe Québecor[42].
- 5 mai - Marwah Rizqy annonce son appui à Pablo Rodriguez dans la course à la chefferie du Parti libéral[43].
- 8 mai - Le gouvernement dépose le projet de loi 106 censé revoir le mode de rémunération des médecins. Ceux-ci, dit-il, doivent avoir la responsabilité collective de prendre en charge plus de patients. Tous les patients orphelins auraient ainsi leur propre médecin[44].
- 14 mai - Le journaliste Alex Boissonneault annonce qu'il sera le candidat péquiste dans la future élection partielle d'Arthabaska. Son opposant conservateur, Éric Duhaime, souligne son passé trouble lors du Sommet des Amériques en 2001[45].
- 15 mai - Le restaurant de Québec, Tanière3, devient le premier restaurant au Québec à recevoir deux étoiles Michelin[46].
- 16 mai - Inauguration de la Place des Montréalaises[47].
- 21 mai - 
  - Une maison emportée par un glissement de terrain à Sainte-Monique dans le Centre-du-Québec. Aucune perte de vie[48].
  - Le Syndicat des employés d'entretien du Réseau de transport de la Capitale déclenche une grève de deux jours les 22 et 23 mai. Ainsi aucun autobus ne roulera dans la ville de Québec[49].
- 22 mai - Le Rouge et Or de l'Université Laval aura une équipe féminine de hockey sur glace à partir de l'automne 2026. L'équipe jouera dans la ligue québécoise universitaire[50].

### Juin
- 1er juin - La Compagnie de la Baie d'Hudson opérant au Québec par les magasins La Baie d'Hudson ferme ses portes après 355 ans. Ceci inclut le magasin historique de la rue Sainte-Catherine[51].
- 7 juin - Le gouvernement fait adopter sous baîllon la loi 69 visant à donner à Hydro-Québec le pouvoir d'augmenter notablement sa production d'électricité[52].
- 9 juin - Grève des employés d'entretien de la Société de transport de Montréal de 9 jours en deux parties. Première partie du 9 au 13 juin avec une pause le 14 et le 15 juin pour le Grand Prix automobile du Canada 2025 et deuxième partie du 16 au 17 juin[53].
- 14 juin - Pablo Rodriguez devient le nouveau chef du Parti libéral du Québec. Il a obtenu 52 % d'appuis des militants contre 48 % pour Charles Milliard lors du deuxième tour du scrutin[54].
- 15 juin - Disparition d'une enfant de 3 ans, Claire Bell, que sa mère avait abandonnée en affirmant ne pas se rappeler où elle était. Elle avait été vue la dernière fois dans l'arrondissement de LaSalle le 15 juin. Après des recherches intensives et des mentions dans les médias de sa disparition durant 4 jours par les policiers de la Sûreté du Québec ainsi que ceux de la Police provinciale de l'Ontario, elle a été retrouvée vivante le 18 juin en milieu d'après-midi du côté de l'Autoroute 417 à Saint-Albert en Ontario[55].
- 23 juin - Le spectacle de la Fête nationale du Québec prévu sur les plaines d'Abraham est annulé 15 minutes avant son début en raison d'orages, de vents violents, de la foudre et des éclairs. Les responsables du spectacle demandent aux spectateurs d'évacuer les plaines. Un segment de 30 minutes de la pratique de la veille, qui avait été enregistré, a été diffusé, en remplacement, sur les ondes de Télé-Québec et mis en ligne[56].
- 25 juin - Denis Villeneuve réalisera le prochain film de la série James Bond pour les studios Amazon MGM Studios. En plus de réaliser, il sera co-producteur avec sa conjointe, Tanya Lapointe[57].

### Juillet
- 3 juillet - Grève des employés d'entretien du Réseau de transport de la Capitale débutant le 4 juillet jusqu'au 13 juillet[58].
- 15 juillet - Funérailles nationales de l'auteur-compositeur-interprète Serge Fiori à la Salle Wilfrid-Pelletier de la Place des Arts à Montréal[59].

### Août
- 4 août - 250 employés d'une scierie de Saint-Michel-des-Saints perdent temporairement leur emploi à la suite de la guerre tarifaire de Donald Trump[60].
- 7 août - 
  - Le chanteur Luck Mervil est reconnu coupable d'agression sexuelle. Le crime a été commis il y a 25 ans à Rimouski. Mervil annonce aussitôt qu'il ira en appel[61].
  - La Montréalaise Victoria Mboko remporte l'Omnium Banque Nationale face à la Japonaise Naomi Osaka à Montréal[62].
- 11 août - Alex Boissonneault et le Parti québécois remportent l'élection partielle d'Arthabaska. Il a plus de 4 000 voix d'avance sur son adversaire Éric Duhaime, chef du Parti conservateur[63].

### Septembre
- x

### Octobre
- x

### Novembre
- x

### Décembre
- x

## Décès
- 1er janvier - Gilbert Normand (homme politique) ( 31 mars 1943)
- 4 janvier - 
  - Julien Poulin (comédien) (º 20 avril 1946)
  - José Claer (romancier et poète) (º 28 mai 1963)
- 12 janvier - Kim Yaroshevskaya (actrice, auteure, scénariste) (º 1er octobre 1923)
- 17 janvier  - Stéphane Venne (auteur-compositeur) (º 2 juillet 1941)
- 19 janvier  - Marcel Bonin (joueur de hockey) (º 8 septembre 1931)
- 23 janvier  - Monique Chabot (actrice) (º 21 avril 1935)
- 10 février  - Grégoire Girard (arpenteur-géomètre et homme politique) (º 12 mars 1925)
- 11 février  - Bernard Lagacé (organiste, claveciniste et professeur) (º 21 novembre 1930)
- 14 février  - Hélène Pelletier-Baillargeon (femme de lettres, journaliste, essayiste et biographe) (º 1932)
- 15 février  - André Jean (auteur, scénariste et professeur au Conservatoire d'art dramatique de Québec) ( 1960)
- 16 février  - Jean-Denis Gendron (professeur et linguiste) (º 1er janvier 1925)
- 17 février  - Antonine Maillet (écrivaine) (º 10 mai 1929)
- 20 février  - Fernand Arsenault (professeur émérite et philanthrope) (º 27 octobre 1929) (mort au Nouveau-Brunswick)
- 21 février - Eric St-Pierre (chanteur, fondateur de la Fondation Mira) (º 2 août 1947)
- 22 février - Valérie Dumaine (styliste) (º 1977)
- 26 février -
  - Jean Campeau (administrateur et homme politique) (º 6 juillet 1931)
  - Gaétan Montreuil (journaliste et présentateur télé) (º 10 novembre 1931)
- 4 mars - Dany Aurèle Bolduc (auteur,compositeur, membre des Bel Canto) (º 1942)
- 13 mars - Claude Verret (joueur de hockey) (º 20 avril 1963)
- 16 mars -
  - Pierre Roy (homme d'affaires et homme politique) (º 28 février 1936)
  - Thérèse Paquet-Sévigny (diplomate) (º 3 février 1934)
- 17 mars - Paul Bellemare (Polo) (chanteur, guitariste) (º 1956)
- 18 mars - Denise Boucher (écrivaine) (º 12 décembre 1935)
- 22 mars - Jean O'Neil (écrivain et journaliste) (º 16 décembre 1936)
- 29 mars - Louise Matteau (comédienne) (º 23 juin 1949)
- 1er avril - Françoise Lemieux (comédienne) (º 1938)
- 4 avril - Camille Dubé (journaliste sportif) (º 5 avril 1944)
- 9 avril - Philippe de Gaspé Beaubien (homme d'affaires, entrepreneur et philanthrope) (º 12 janvier 1928)
- 18 avril - Anne Sigier (éditrice)  (º 30 juin 1933)
- 24 avril -
  - Jean-Claude Germain (scénariste, écrivain, dramaturge, auteur, journaliste, parolier et historien) (º 18 juin 1939)
  - Raymond Royer (comptable, homme d'affaires et avocat) (º 30 septembre 1938)
  - Rita Briansky (peintre et graveuse) (º août 1925)
- 29 avril - Luc Morissette (acteur) (º 3 juillet 1942)
- 1er mai - André Simard (en) (gymnaste, entraineur, concepteur artistique pour le Cirque du Soleil) (º 29 avril 1945)
- 9 mai - 
  - Régent Lacoursière (nageur) (º 19 avril 1935)
  - Serge Mongeau (médecin, écrivain, éditeur) (º 24 mars 1937)
- 17 mai - Christine Olivier (actrice) (º 10 septembre 1943)
- 24 mai - Marc Desjardins (parolier et metteur en scène) (º 13 avril 1954)
- 25 mai - François Barcelo (publicitaire et écrivain) (º 4 décembre 1941)
- 3 juin - 
  - Bill Gagnon (musicien)  (º 7 avril 1944)
  - Juliette Powell (experte en communication, animatrice, mannequin, auteure) (º 22 juin 1970)
- 4 juin - Marc Garneau (astronaute et homme politique) (º 23 février 1949)
- 6 juin - Claude Poissant (acteur, metteur en scène, dramaturge et scénariste) (º 24 octobre 1955)
- 9 juin - 
  - Pierre Boucher  (administrateur public) (º 1943)
  - Victor-Lévy Beaulieu (écrivain, dramaturge, polémiste et éditeur) (º 2 septembre 1945)
- 11 juin - Paul Shooner (entrepreneur et homme politique) (º 2 mai 1923)
- 19 juin - Raymond Laflamme (physicien) (º 19 juillet 1960)
- 22 juin - Pierre Jean Jeanniot (administrateur, président-directeur général d'Air Canada de 1984 à 1990) (º 9 avril 1933)
- 24 juin -
  - Serge Fiori (auteur-compositeur-interprète) (º 4 mars 1952)
  - Denys Chabot (écrivain) (º 9 février 1945)
- 28 juin - Georges Aubin (enseignant et écrivain) (º 1942)
- 1er juillet - Patrick Charbonneau (homme politique, maire de Mirabel) (º 1979)
- 10 juillet - Francesco Bellini (chercheur, administrateur et d’homme d'affaires) (º 20 novembre 1947)
- 13 juillet - Jacques Salvail (animateur, chanteur, comédien) (º 24 février 1946)
- 15 juillet - Jean Roy (humoriste, fantaisiste, membre des Foubracs) (º 1941)
- 18 juillet -  Harry Standjofski (acteur) (º 22 mai 1959)
- 24 juillet - Jean-Paul Guimond (chanteur folklorique et agriculteur) (º 1933)
- 29 juillet - Pierre Foglia (chroniqueur et journaliste d'opinion) (º 30 novembre 1940)
- 31 juillet - Léandre Bergeron (dramaturge, historien, linguiste et scénariste de bande dessinée) (º 1933)
- 1er août - Fleg (Christian Daigle) (caricaturiste) (º 1963)
- 3 août - Michel Gratton (ingénieur et homme politique) (º 1er février 1939)
- 4 août - Maurice McGregor (cardiologue et professeur) (º 24 mars 1920)

- 12 août - 
  - Daniel Rock (avocat, criminaliste) (º 26 septembre 1949)
  - Marcel Gagnon (agriculteur et homme politique) (º 19 avril 1936)
  - Rodrigue Biron (homme politique et homme d'affaires) (º 8 septembre 1934)

#### Articles généraux
- Chronologie de l'histoire du Québec (1982 à aujourd'hui)

#### Articles sur l'année 2025 au Québec
- Pandémie de Covid-19 au Québec

#### 2025 dans le reste du monde
- 2025 dans le monde
- 2025 au Canada
- 2025 en Colombie-Britannique, 2025 en Nouvelle-Écosse, 2025 au Nouveau-Brunswick, 2025 à Terre-Neuve-et-Labrador, 2025 au Yukon, 2025 aux Territoires du Nord-Ouest, 2025 en Alberta, 2025 au Manitoba, 2025 au Nunavut, 2025 en Ontario, 2025 en Saskatchewan
- 2025 par pays en Amérique, 2025 au Brésil, 2025 au Canada, 2025 aux États-Unis, 2025 au Mexique
- 2025 en Europe, 2025 dans l'Union européenne, 2025 en Belgique, 2025 en France, 2025 en Italie, 2025 en Suisse
- 2025 en Afrique • 2025 par pays en Asie • 2025 par pays en Océanie, 2025 en Océanie • 2025 en Antarctique
- 2025 aux Nations unies
- Décès en 2025